# Nick Robinson (giornalista)
Nick Robinson (Macclesfield, 5 ottobre 1963) è un giornalista, conduttore televisivo e editorialista britannico.
Dal 2015 è presentatore sulla BBC  il programma Today il programma. Prima di questa attività, ha trascorso dieci anni (dal 2005 al 2015) come editore politico per la BBC, e ha avuto molti altri ruoli con l'emittente britannica.
Robinson era interessato alla politica fin dalla tenera età, e ha studiato Filosofia, Politica ed Economia all'Università di Oxford, dove è stato anche presidente della Oxford Conservative Association.
Divenne il principale corrispondente politico della BBC nel 1999. Tra il 2002 e il 2005, ha lavorato per ITV News come redattore politico, ma poi è tornato alla BBC assumendo lo stesso ruolo.
Conosciuto per il suo approccio conflittuale e provocatorio, Robinson ha in diverse occasioni suscitato scalpore con le sue domande, in particolare ai leader nazionali come George W. Bush. Ha presentato programmi come Westminster Live, Weekend Breakfast e Late Night Live su BBC Radio 5 Live e Newsnight su BBC Two.